# Welterbe im Jemen

Zum Welterbe im Jemen gehören (Stand 2023) fünf UNESCO-Welterbestätten, darunter vier Stätten des Weltkulturerbes und eine Stätte des Weltnaturerbes. Jemen hat die Welterbekonvention 1980 ratifiziert, die erste Welterbestätte wurde 1982 in die Welterbeliste aufgenommen. Die bislang letzte Welterbestätte im Jemen wurde 2023 eingetragen, alle vier Kulturerbestätten stehen auf der Roten Liste des gefährdeten Welterbes.

## Welterbestätten
Die folgende Tabelle listet die UNESCO-Welterbestätten im Jemen in chronologischer Reihenfolge nach dem Jahr ihrer Aufnahme in die Welterbeliste (K – Kulturerbe, N – Naturerbe, K/N – gemischt, (G) – auf der Liste des gefährdeten Welterbes).
| Bild                                            | Bezeichnung                                            | Jahr | Typ   | Ref. | Beschreibung |
| ----------------------------------------------- | ------------------------------------------------------ | ---- | ----- | ---- | --- |
| Altstadt von Schibam mit der Stadtmauer         | Altstadt von Schibam mit der Stadtmauer (Lage)         | 1982 | K (G) | 192  | Historisches Zentrum der Stadt Schibam |
| Altstadt von Sanaa                              | Altstadt von Sanaa (Lage)                              | 1988 | K (G) | 385  | Historisches Zentrum der Stadt Sanaa |
| Medina von Zabid                                | Medina von Zabid (Lage)                                | 1993 | K (G) | 611  | Historisches Zentrum der Stadt Zabid |
| Sokotra-Archipel                                | Sokotra-Archipel (Lage)                                | 2008 | N     | 1263 | Der Sokotra-Archipel besteht aus vier Inseln und zwei Felsen, die die Verlängerung des Horns von Afrika bilden. Die Inselgruppe zeichnet sich durch ihre einzigartige Biodiversität aus. 37 Prozent der dort zu findenden 825 Pflanzenspezies, 90 Prozent der Reptilien und 95 Prozent der Schnecken kommen nur auf diesen Inseln vor. Die Inseln sind von großer Bedeutung als Brutstätten für Vögel und als Zwischenstation für Zugvögel. Auch die maritime Biodiversität ist sehr hoch. |
| Wahrzeichen des antiken Königreichs Saba, Marib | Wahrzeichen des antiken Königreichs Saba, Marib (Lage) | 2023 | K (G) | 1700 | Eine Gruppe von archäologische Stätten, die Zeugnis ablegen vom Königreich Saba mit seinen architektonischen, ästhetischen und technologischen Errungenschaften, aus der Zeit vom 1. Jahrtausend v. Chr. bis zur Ankunft des Islam um 630 n. Chr. Zur Welterbestätte gehören die antike Stadt Marib, der Awwam-Tempel, der Baran-Tempel, drei Abschnitte des Staudamms von Ma'rib und die antike Stadt Sirwah.                                                                             |

## Tentativliste
In der Tentativliste sind die Stätten eingetragen, die für eine Nominierung zur Aufnahme in die Welterbeliste vorgesehen sind.

### Aktuelle Welterbekandidaten
Mit Stand 2023 sind neun Stätten in der Tentativliste des Jemen eingetragen, die letzte Eintragung erfolgte 2002. Die folgende Tabelle listet die Stätten in chronologischer Reihenfolge nach dem Jahr ihrer Aufnahme in die Tentativliste.
| Bild                            | Bezeichnung                           | Jahr | Typ | Ref. | Beschreibung                |
| ------------------------------- | ------------------------------------- | ---- | --- | ---- | --------------------------- |
| Historische Altstadt von Sa'dah | Historische Altstadt von Sa'dah       | 2002 | K   | 1718 |                             |
| Historische Altstadt von Thula  | Historische Altstadt von Thula (Lage) | 2002 | K   | 1719 |                             |
| Amiriya-Madrasa von Rada'a      | Amiriya-Madrasa von Rada'a            | 2002 | K   | 1720 | Madrasa in der Stadt Rada'a |
| Dschibla und seine Umgebung     | Dschibla und seine Umgebung           | 2002 | K   | 1721 |                             |
| Dschabal Haraz                  | Dschabal Haraz                        | 2002 | K/N | 1722 |                             |
|                                 | Dschabal Bura                         | 2002 | K/N | 1723 |                             |
| Küstengebiet von Balhaf/Burum   | Küstengebiet von Balhaf/Burum         | 2002 | K/N | 1724 |                             |
|                                 | Gebiet von Hawf                       | 2002 | N   | 1726 |                             |
|                                 | Küstengebiet von Sharma/Jethmun       | 2002 | N   | 1727 |                             |

### Ehemalige Welterbekandidaten
Diese Stätten standen früher auf der Tentativliste, wurden jedoch wieder zurückgezogen oder von der UNESCO abgelehnt. Stätten, die in anderen Einträgen auf der Tentativliste enthalten oder Bestandteile von Welterbestätten sind, werden hier nicht berücksichtigt.
| Bild                                        | Bezeichnung                                        | Jahr      | Typ | Ref. | Beschreibung                                              |
| ------------------------------------------- | -------------------------------------------------- | --------- | --- | ---- | --------------------------------------------------------- |
| BW                                          | Antike Stadt Baraqisch (Lage)                      | 1989–1996 | K   |      |                                                           |
| Al-Ashrafiyya-Moschee und Umgebung in Taizz | Al-Ashrafiyya-Moschee und Umgebung in Taizz (Lage) | 1989–1996 | K   |      | Die Al-Ashrafiyya-Moschee in Taizz mitsamt ihrer Umgebung |
|                                             | Stätte von Naynoune Al`Hada                        | 1989–1996 | K   |      |                                                           |